# Hybos aurifer
Hybos aurifer är en tvåvingeart som beskrevs av Saigusa 1963. Hybos aurifer ingår i släktet Hybos och familjen puckeldansflugor. Inga underarter finns listade i Catalogue of Life.